# 天主教布朗斯维尔教区
天主教布朗斯維爾教區（拉丁語：Dioecesis Brownsvillensis）是羅馬天主教一個教區，屬加爾維斯頓-休斯敦總教區。成立於1965年7月10日。
教區包括美國得克薩斯州南部四縣，教座位於布朗斯維爾。2006年有教友943,611人，佔轄區總人口85.0%。教區下轄六十七個堂區，124名司鐸。現任教區主教為達彌爾·恩尼斯特·弗洛里斯。